# Reduta Perellos
Reduta Perellos (malt. Ridott ta’ Perellos, ang. Perellos Redoubt) – reduta w Salina Bay, w granicach Saint Paul’s Bay na Malcie. Została zbudowana w latach 1715–1716 przez Zakon Maltański jako jedna z serii fortyfikacji brzegowych dokoła Wysp Maltańskich. Zburzona po II wojnie światowej.

## Historia

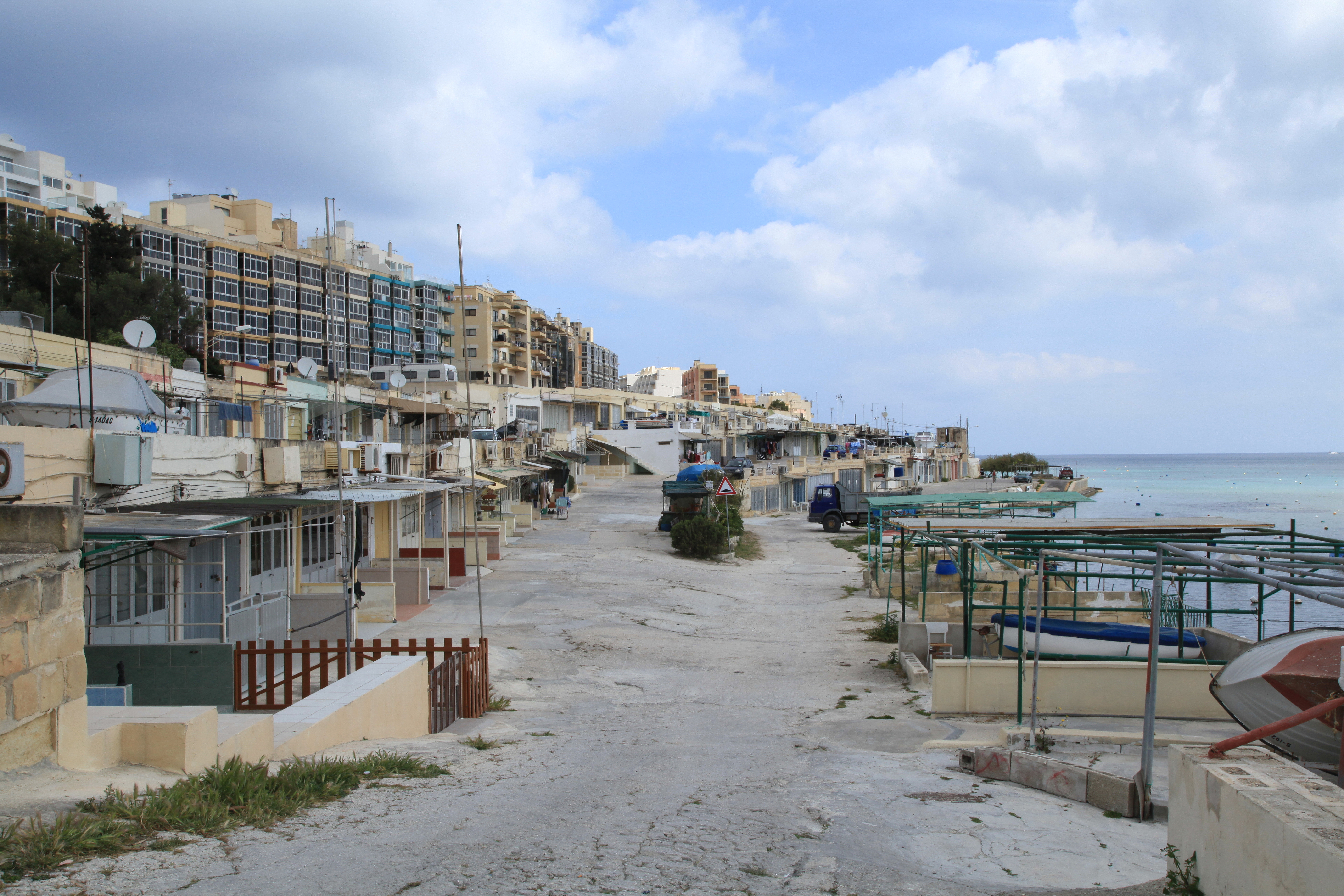
Pomieszczenia dla łodzi, zbudowane na miejscu, gdzie stała reduta

Reduta Perellos została zbudowana w latach 1715–1716 jako część pierwszej serii brzegowych fortyfikacji Zakonu. Była jedną z dwóch redut broniących zatoki Salina (Salina Bay). Reduta Ximenes, znajdująca się po przeciwnej stronie zatoki, jest wciąż zachowana.
Reduta została nazwana na cześć Wielkiego Mistrza Ramona Perellos y Rocaful. Zawierała, istniejący wcześniej w tym miejscu, mandrague, przekształcony w blokhauz, oraz prostokątny wysoki mur z parapetem, osłaniający strzelców. Była w projekcie podobna do reduty Ximenes, lecz posiadała też mały bastion w narożniku muru obwodowego.
Po roku 1741 wewnątrz reduty wykonano fugas. W roku 1785 nie było tam żadnego uzbrojenia, wyposażenia ani amunicji.
Podczas II wojny światowej, nad pozostałościami reduty zbudowano betonowy posterunek. Resztki reduty zostały zburzone po wojnie, i miejsce, gdzie była postawiona zajmują teraz pomieszczenia na łodzie. Fugas prawdopodobnie ciągle istnieje, pogrzebany pod nimi.